# Maîtresses d'Henri IV
 (décembre 2022).
 (décembre 2022).
Cet article présente une liste des maîtresses d'Henri IV.
Pour certaines de ces femmes nous ne connaissons que peu de choses sur leur vie, ce qui explique la courte biographie qui leur est consacrée.

## Les premières maîtresses du futur roi
- vers 1570 : Madame Kernevenoy, l'épouse de son professeur d'équitation lorsqu'il était jeune.

### Roi de Navarre (1572)

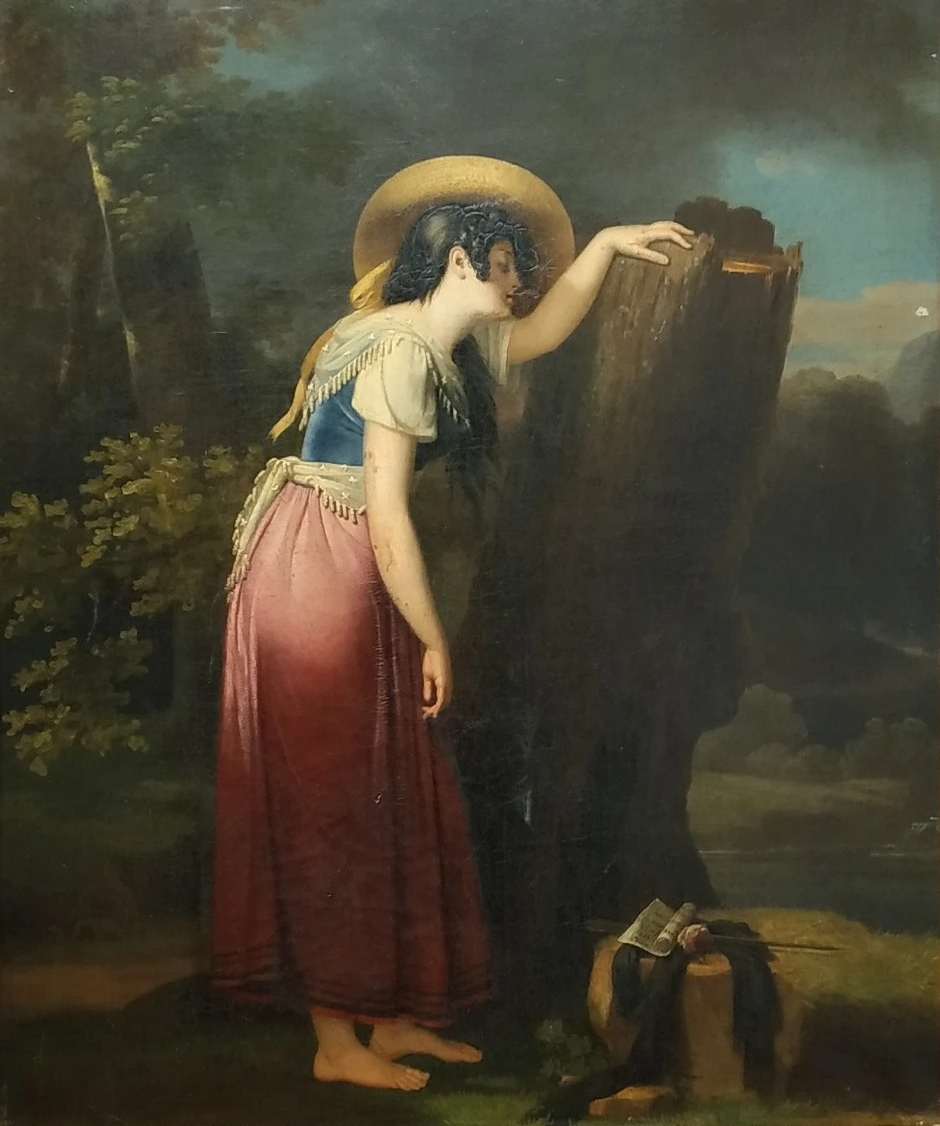
Aurore de Lafond de Fénion, Fleurette à la fontaine de la Garenne (Salon de 1822), localisation inconnue.

- 1571-1572 : Fleurette de Nérac (v.1557-1592), fille d'un jardinier de Nérac, elle serait née vers 1557. Elle fut sa maîtresse vers 1571-1572, alors qu'elle avait 14 ans. Sa relation avec le jeune prince est entourée de plusieurs récits et légendes. L'expression « conter fleurette » serait notamment née de cette relation[1].
- 1572-1577 : Charlotte de Beaune-Semblançay (1551-1617), baronne de Sauve, et marquise de Noirmoutier, dame d'honneur de la reine Catherine de Médicis.
- 1573-1574 : Bretine de Duras, est la fille cadette d'un meunier, et Henri roi de Navarre en fait sa maîtresse[1].
- 1574-1575 : Louise de La Béraudière du Rouhet (1530-1608), dite La belle Rouet, Dame d'honneur de Catherine de Médicis. On lui prête des aventures avec Henri III, et Henri IV.
- 1575-1575 : Marguerite d'Avila (1554-1625), dite La Dayelle.
- 1575-1576 : Louise Borré (1555-1632), fille du notaire royal Jean Borré. Elle aura un fils de son royal amant qui sera  prénommé Hervé (1576-1643), et qui aura une nombreuse descendance.
- octobre 1578 à mars 1579 : Marguerite d'Avila (1554-1625), dite La Dayelle.
- 1579-1580 : Victoire d'Alaya née en 1553 originaire d'Espagne, elle fait partie de l' escadron volant de Catherine de Médicis.
- 1579-1579 : Madame d'Allous.
- 1579-1579 : Aimée le Grand, relation de courte durée
- 1579-1579 : Anne de Chambefort, puis de nouveau en 1579.
- 1579-1579 : Anne de Chambefort, elle se suicida en se jetant par la fenêtre lorsque le roi la quitta.
- 1581-1587 : Diane d'Andoins (1554-1620) dite  la belle Corisande.
- 1586-1588 : Esther Imbert ou Ysambert dite la belle rochelaise (1570-1593), fille de Jacques Imbert de Boisambert et de Catherine Rousseau. Elle eut deux fils fils d'Henri IV, dont :    ** Gédéon, né le 7 août 1587 et mort en novembre 1588.
- Août 1585 : La vicomtesse de Sainct Magrin[1]. En août 1585, le chef protestant et roi Henri III de Navarre (futur Henri IV) se rend à Castres, mais il est pris en embuscade par des ligueurs venus de Lavaur. Gaspard de Corneilhan, alors seigneur de Magrin, l'accueille et le protège dans sa demeure. Devenu roi de France, Henri IV protège alors les pasteliers, en interdisant l'indigo, principal concurrent du pastel[2].

### Roi de France (1589)
- 1590-15.. : Antoinette de Pons-Ribérac (vers.1560-5 ou 16 janvier 1632), comtesse de La Roche-Guyon, marquise de Guercheville, dame d'honneur de Marie de Médicis, elle résista aux avances du roi, mais céda après la bataille d'Ivry en 1590.

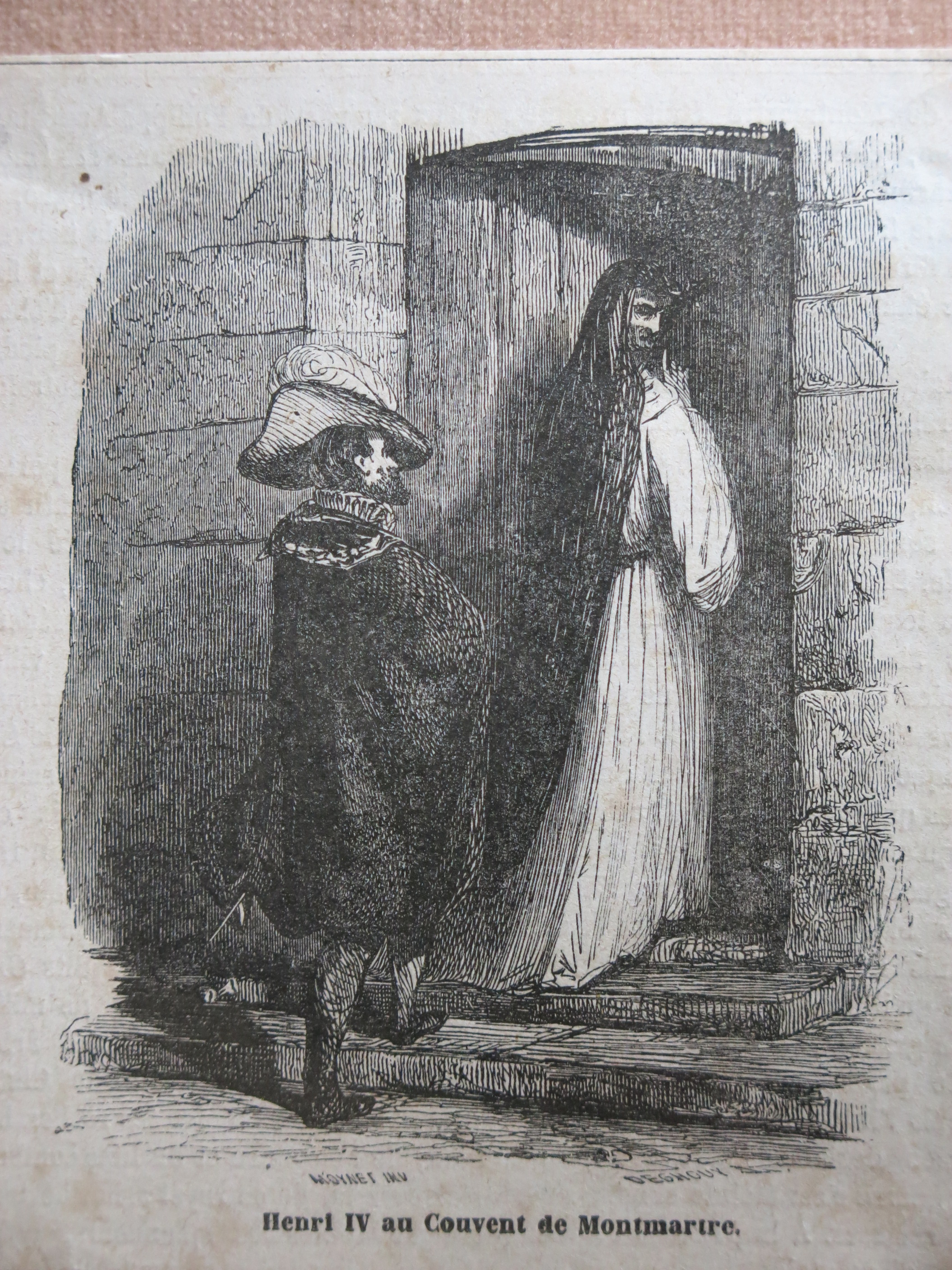
Henri IV au couvent de Montmartre, gravure de Léopold Deghouy d'après Jean-Pierre Moynet.

- 1590-1590 : Claude de Beauvilliers (1573-1626), abbesse de l'abbaye de Montmartre, fille de Claude de Beauvilliers, comte de Saint-Agnan et de Marie Babou de la Bourdaisière.
- 1590-1590 : Catherine de Verdun (Paris 1658-après 1633), religieuse clarisse de l'abbaye royale de Longchamp, devenue maîtresse du roi lors du siège de Paris en 1590[Note 1]. , [3]. Le roi lui aurait alors attribué l'abbaye Saint-Louis de Vernon[4] qui n'était alors qu'un prieuré s'occupant des femmes de l'hôpital éponyme.
- 1591-1599 : Gabrielle d'Estrées, dite la duchesse de Beaufort par d'Aubigné[5]. Elle eut trois enfants du roi qui furent ensuite tous légitimés :
  - César de Bourbon (1594-1665), duc de Vendôme,
  - Catherine-Henriette de Bourbon (1596-1663), dite Mademoiselle de Vendôme, mariée à Charles II de Lorraine, duc d'Elbeuf,
  - Alexandre de Vendôme (1598-1629), dit « le Chevalier de Vendôme » ;
- vers 1597 : Fayel, fille d'honneur de Catherine de Médicis
- 1598-1598 : Louise de Budos (1575-1598), maîtresse du roi mais pour une courte durée.
- 1598-1599 : Isabelle Potier, femme du président de Boinville.
- 1599-1599 :  La Glandée, fille de joie.
- 1599-1599 : Marie-Françoise de La Bourdaisière (1564-1669), demi-sœur de Gabrielle d'Estrées[6].
- 1599-1609 : Catherine Henriette de Balzac d'Entragues (1579-1633), marquise de Verneuil, comtesse de Beaugency, baronne de Villers-Saint-Paul. Elle fait la connaissance du roi le 8 mai 1599, rencontre préparée par ses favoris qui l'ont entraîné à la chasse aux environs du château de Malesherbes où vit Henriette. Elle deviendra la maîtresse du roi et lui donnera trois enfants dont deux qui sont légitimés dès 1603, le premier étant mort peu de temps après sa naissance :
  - Henri de Verneuil, né en 1600, mort peu après ;
  - Henri de Bourbon-Verneuil (1601-1682) [Note 2]
- 1603-1609 : Jacqueline de Bueil (1588-1651), elle fut l'une des maîtresses officielles d'Henri IV. De sa relation avec Henri IV naquit, le 9 mai 1607, un enfant prénommé : 
  - Antoine de Bourbon-Bueil. Le petit comte de Moret sera légitimé en mars 1608.
- 1607-1609 : Charlotte des Essarts (vers.1580-1651), maîtresse de son cousin entre 1602 et 1607, Christophe de Harlay, ambassadeur en Angleterre, avec lequel elle rentre en France en 1607. Elle est présentée à la cour au mois de mars. Le roi Henri  ne tarde pas à en faire sa maîtresse. Elle était, nous dit l'historien Jules Dubern[7]: « remarquable par sa grâce naturelle, mais une éducation manquée nuisait à ses agréments ». Elle eut deux filles jumelles avec le roi :
  - Jeanne-Baptiste (11 janvier 1608-1670), qui devint coadjutrice puis 31e abbesse de l'abbaye de Fontevraud ;
  - Marie Henriette de Bourbon (11 janvier 1608-10 février 1629) — dite sœur Placide — qui devint abbesse de l'abbaye de Chelles de 1627 à 1629. Ces deux filles furent légitimées par le roi en mars 1608. Henri IV lui verse une pension de deux à trois mille livres.
- 1609-1610 : Marie-Charlotte de Balzac d'Entragues (1588-1664), jeune sœur de la précédente, et fille d'honneur de la reine Catherine de Médicis[8].
- 1609-1610 : Charlotte-Marguerite de Montmorency (1594-1650), princesse de Condé.
- 1610-1610 : Angélique Paulet (vers.1591-1650).